# 西城街道 (盖州市)
西城街道，是中华人民共和国辽宁省营口市盖州市下辖的一个乡镇级行政单位。

## 行政区划
西城街道下辖以下地区：
长征社区、新兴社区、站前社区、铁西社区、义山园村、团甸园村、车站村、山上村、山西村、小红花峪村、永安村、自治村和邢园村。